# Drugstar
Singles de Indochine
Kissing My Song Je n'embrasse pas
Pistes de Wax
Révolution Je n'embrasse pas
Drugstar est une chanson d'Indochine parue sur Wax en 1996.
Dans le clip, on peut voir Gwen Blast, compagne de Nicola à l'époque. 

## Classements par pays
| Pays     | Meilleure position |
| -------- | ------------------ |
| France   | -                  |
| Belgique | -                  |
| Suisse   | -                  |
| Suède    | -                  |